# لي شياو (كاتب)
لي شياو (بالصينية: 李小棠) (28 يوليو 1950، شانغهاي في الصين)؛ روائي صيني. درس في جامعة فودان.